# Ян Фішер
Ян Фішер (чеськ. Jan Fischer; нар. 2 січня 1951, Прага, Чехословаччина) — чеський політик єврейського походження, прем'єр-міністр Чехії у 2009–2010 роках. Член КПЧ в 1980–1989. Нині безпартійний.

## Життєпис
Народився в сім'ї вченого-єврея. Закінчив Економічний університет у Празі. Фахівець у галузі економічної статистики.
Довгий час працював в Статистичному агентстві Чехословаччини. Після 1990 року продовжив кар'єру в Чеському статистичному агентстві, очолював його в 2003–2009. Також займався проблемами організації підрахунку голосів на виборах. Співпрацював з Євростатом.
Після падіння в березні 2009 уряду Мірека Тополанека 9 квітня 2009 очолив перехідний уряд Чехії, який міг проіснувати до формування повноцінного кабінету після виборів, призначених на жовтень 2009. Також здійснював функції голови Європейського союзу як глава уряду країни, що за ротацією зайняла місце на період січня — червня 2009.
2 вересня 2009 Конституційний суд Чехії скасував проведення дострокових виборів у жовтні 2009 року. Після цього тимчасовий кабінет Яна Фішера продовжив свою роботу.
У листопаді 2009 газета PRÁVO повідомила, що сім'ї чеського прем'єра Яна Фішера загрожувала реальна небезпека з боку групи неонацистів White Justice. Поліція вимушена була узяти під охорону сина прем'єра, який, як і батько, не приховував, що сповідає юдаїзм.